# Kauã Elias
Kauã Elias Nogueira, mais conhecido como Kauã Elias (Uberlândia, 28 de março de 2006), é um futebolista brasileiro que atua como centroavante. Atualmente joga no Shakhtar Donetsk.

## Biografia
Kauã Elias foi criado por seu avô, José Elias, ex-goleiro que jogava futebol amador no município de Uberlândia, pois seus pais estavam ocupados com o trabalho. Em meio a testes marcados no rival Flamengo e no Internacional, o jovem foi levado por seu avô para o Tricolor das Laranjeiras. Muito conectado à Igreja, ele acredita que seu destino no clube das Laranjeiras foi obra divina.

## Carreira

### Fluminense
Tendo jogado futebol nos campos de Uberlândia com o avô, Kauã Elias iniciou sua carreira na escola de futsal do Praia Clube. Suas atuações acabaram fazendo com que ele fosse notado por um olheiro do time profissional do Fluminense em meados de 2016. Foi convidado para um treinamento no clube de Xerém, mas seu avô inicialmente relutou em levá-lo devido aos altos custos da viagem. Porém, após ouvirem o que ele descreveu como uma “voz divina” durante o cochilo, dizendo-lhe para levar o neto ao treinamento, os dois embarcaram na viagem para Xerém e o treinamento de Kauã foi bem-sucedido.
Embora fosse centroavante, Kauã conseguiria mais assistências do que gols no início de carreira no Fluminense. Seu avô lhe ofereceu R$ 25,00 para cada gol que ele marcasse, como um incentivo para ser mais eficaz na frente do gol, mas logo teve que retirar a oferta, pois Elias marcaria muitos gols. Essa aposta seria frutífera tanto para Kauã quanto para o Fluminense, já que ele continuou essa forma prolífica à medida que progredia na base, terminando como artilheiro em diversos torneios internacionais.
Assinou seu primeiro contrato profissional com o clube em junho de 2021, mantendo-o no clube até 2027, com cláusula de rescisão para clubes estrangeiros no valor estimado de R$ 280 milhões. Em 2024, o Fluminense renovou o contrato com a jovem promessa, passando agora a ter vinculo com o clube até o fim de 2029 e multa rescisória de 70 milhões de euros para o exterior - cerca de R$ 376 milhões. Em 11 de outubro de 2023, foi eleito pelo jornal inglês The Guardian como um dos melhores jogadores nascidos em 2006 em todo o mundo.
Estreou em maio de 2023 pelo time profissional na altitude de 3.625 metros de La Paz, na derrota para o The Strongest por 1 a 0, válido pela Copa Libertadores da América de 2023. Começou no banco, entrou no lugar de John Kennedy aos 35 minutos da segunda etapa e participou pouco do jogo. Kauã é o atleta mais novo a defender o clube na competição.
Em 2023 começou a ser monitorado por clubes europeus, como o Porto, Watford e o Brighton & Hove Albion.
Em janeiro de 2024, o jornal espanhol Mundo Deportivo revelou que o Barcelona e o Real Madrid disputam nos bastidores a contratação de Kauã, chamado como "nova joia brasileira". No início de 2024, o Vasco da Gama chegou a tentar a contratação de Kauã, com promessas de fazer parte dos profissionais, alto salário e projeto de carreira que envolvia a 777 Partners, dona da SAF do clube e participação nas ações de europeus, o Cruz-Maltino fez o jovem balançar, porém, depois de muitas rodadas de conversa, acordo fechado até o fim de 2026 no meio do caminho: cessão de 20%, multa rescisória de € 70 milhões (R$ 376 milhões). Uma cláusula garante opção de renovação até 2029.
No dia 11 de julho de 2024, Kauã marcou seu primeiro gol como profissional no empate contra o Criciúma, pela Série A. Nos 3 jogos seguintes, marcou 2 gols, um da vitória contra o Cuiabá e outro da vitória contra o Bragantino. O jogador, que já estava entre os profissionais desde 2023 e tendo entrado algumas vezes, se firmou definitivamente como uma das peças do Flu em 2024.
Em agosto de 2024, após boas atuações e gols marcados, o jornal espanhol Diario As revelou que a Real Sociedad e o Chelsea fizeram consultas ao tricolor, e o Barcelona e o Valencia monitoram o jovem jogador, chamado de nuevo ‘Endrick’.
O jovem jogador terminou 2024 como titular, terminando a temporada com 43 jogos, sete gols e duas assistências.
Em janeiro de 2025, após se destacar no ano anterior, Kauã recebeu a camisa 9 do tricolor das Laranjeiras que foi vestida por Fred, Ézio e Washington “Casal 20”.

### Shakhtar Donetsk
No início de fevereiro de 2025, o Flu aceitou uma proposta de 17 milhões de euros fixos e mais 2 milhões de euros em bônus (cerca de R$ 113 milhões), com o Tricolor permanecendo com 10% dos direitos do atleta do Shakhtar Donetsk, que já vinha o observando há pelo menos duas temporadas, quando ele ainda estava na categoria de base do Fluminense. No dia 4 de fevereiro de 2025, o Flu acertou a venda de Kauã para o Shakhtar Donetsk. Foi apresentado no clube ucraniano no dia 8 de fevereiro, escolhendo a camisa 19 para utilizar. Marcou seu primeiro gol na final da Copa da Ucrânia, contra o Dínamo de Kiev.

## Seleção Brasileira

### Sub-17
Kauã foi convocado pela primeira vez para a Seleção Brasileira de Futebol Sub-17 em janeiro de 2023. Foi então convocado novamente para o Campeonato Sul-Americano de Futebol Sub-17 de 2023, realizado no Equador, e no primeiro jogo contra o Equador, ele marcou dois gols, embora seu time tenha empatado em 2–2. Terminou o campeonato campeão e artilheiro com cinco gols, ao lado do companheiro de time Rayan e o argentino Claudio Echeverri.
Disputou a Copa do Mundo FIFA Sub-17 de 2023, onde marcou um hat trick na maior goleada do Brasil na história dos Mundiais Sub-17, sobre a Nova Caledônia.

## Controvérsias
Em abril de 2024, Kauã foi afastado do Flu por indisciplina, cometidos na concentração do jogo contra o Vasco da Gama, juntamente com John Kennedy, Arthur e Alexsander, onde o quarteto convidou mulheres para a concentração e também organizou uma festa considerada "fora do tom" dentro da concentração. A movimentação incomodou alguns presentes ao local e um funcionário do hotel denunciou a movimentação para o Fluminense. No dia 30 de abril, Kauã foi reintegrado ao grupo.

## Títulos
Fluminense
- Copa Libertadores da América: 2023[40]

Shakhtar Donetsk
- Copa da Ucrânia: 2024–25[41]

Seleção Brasileira Sub-17
- Campeonato Sul-Americano de Futebol Sub-17: 2023[42]

### Artilharias
- Campeonato Sul-Americano de Futebol Sub-17 de 2023: 5 gols[33]